# Human the Death Dance
Human the Death Dance è il terzo album in studio del rapper statunitense Sage Francis, pubblicato nel 2007.

## Tracce
1. Growing Pains Intro – 0:37
2. Underground for Dummies – 4:13
3. Civil Obedience – 4:19
4. Got Up This Morning – 3:11
5. Good Fashion – 1:34
6. Clickety Clack – 3:59
7. Midgets and Giants – 3:54
8. Broccilude – 1:14
9. High Step – 1:53
10. Keep Moving – 4:36
11. Waterline – 2:02
12. Black Out on White Night – 4:36
13. Hell of a Year – 4:11
14. Call Me Francois – 3:11
15. Hoofprints in the Sand – 5:01
16. Going Back to Rehab – 6:11